# Carlos Santana & Buddy Miles! Live!
Carlos Santana & Buddy Miles! Live! — концертний альбом Карлоса Сантани і Бадді Майлза. Виданий 7 липня 1972 року лейблом Columbia Records. Загальна тривалість композицій становить 46:01.

### Список пісень
1. «Marbles» — 4:18
2. «Lava» — 2:10
3. «Evil Ways» — 6:36
4. «Faith Interlude» — 2:13
5. «Them Changes» — 5:50
6. «Free Form Funkafide Filth» — 24:54